# Orson Welles’ Othello
Orson Welles’ Othello (Originaltitel: Othello) ist ein Filmdrama des US-amerikanischen Regisseurs Orson Welles aus dem Jahr 1951 nach dem Theaterstück Othello von William Shakespeare.
Welles produzierte den Film, adaptierte das Drehbuch und spielte auch die Titelrolle. Die Dreharbeiten des Films, der von United Artists finanziert wurde, dauerten drei Jahre. Othello, der in Marokko, Venedig, der Toskana und Rom gedreht wurde, erhielt 1952 den Hauptpreis der Internationalen Filmfestspiele von Cannes. Der Film wurde auch unter den Titeln Othello und The Tragedy of Othello: The Moor of Venice vermarktet.

## Handlung
In der Anfangssequenz werden die aufgebahrten Othello und Desdemona in einer eindrucksvollen Prozession zu ihrem Grab getragen. Über dem Geschehen hängt, gefangen in einem Käfig, Iago, der auf die Zinnen des Kastells gezogen wird.
Die Handlung folgt danach im Wesentlichen der des klassischen Stücks Othello.

## Synchronisation
Laut der deutschen Synchronkartei existieren zwei deutsche Synchronfassungen. Die hier erwähnten Sprecher beziehen sich auf die zweite Synchronisation von 1993, diese entstand bei der Hermes Synchron, Berlin.
| Figur          | Darsteller           | Deutscher Sprecher     |
| -------------- | -------------------- | ---------------------- |
| Othello        | Orson Welles         | Wolfgang Dehler        |
| Iago           | Micheál Mac Liammóir | Hartmut Reck           |
| Roderigo       | Robert Coote         | Ulrich Matthes         |
| Desdemona      | Suzanne Cloutier     | Maud Ackermann         |
| Brabantio      | Hilton Edwards       | Klaus Miedel           |
| Lodovico       | Nicholas Bruce       | Frank Glaubrecht       |
| Michael Cassio | Michael Laurence     | Hubertus Bengsch       |
| Emilia         | Fay Compton          | Regina Lemnitz         |
| Bianca         | Doris Dowling        | Simone Petschke        |
| Erzähler       | (N. N.)              | Friedrich Schoenfelder |

## Produktion
Welles kürzte das drei-Stunden-Filmmaterial auf 91 Minuten herunter.
Die lange Drehzeit von drei Jahren ist mit erheblichen Finanzierungsproblemen zu erklären. Nachdem der italienische Produzent Insolvenz anmelden musste, steckte Welles sein eigenes Geld in den Film, was aber nicht ausreichte. Welles musste auf seine Gage aus Der dritte Mann zurückgreifen, aber auch das reichte nicht aus. Eine wichtige Rolle (Desdemona) musste neu besetzt und demnach alle Szenen neu gedreht werden. Micheál Mac Liammóir, der die wichtige Rolle des Iago spielte, beschrieb die Hintergrundgeschichte des Films später in seinem Buch Put Money in Thy Purse.
Welles war sehr angetan von der Filmmusik Angelo Francesco Lavagninos. Lavagnino wurde von Welles später für die Komposition der Filmmusik für Falstaff und Der Kaufmann von Venedig (unvollendet) engagiert.
Die berühmten Schauspieler Joseph Cotten (als Senator) und Joan Fontaine (als Pagin) haben im Abspann unerwähnte Cameo-Auftritte im Film.

## Veröffentlichung
Welles’ Originalversion von Othello hatte seine Premiere bei den Internationalen Filmfestspielen von Cannes 1952 und wurde auf dem europäischen Kontinent in die Kinos gebracht.
Welles brachte noch eine Version von Othello für den US-amerikanischen Markt heraus. Paul Squitieri, der über diesen Film seine PhD-Arbeit schrieb, meinte, dass die europäische Version die echtere sei und die amerikanische Version künstlerisch zu viele Abstriche gemacht hätte.
Welles brachte 1978 einen Film über den Dreh namens Filming Othello heraus.

## Kritik

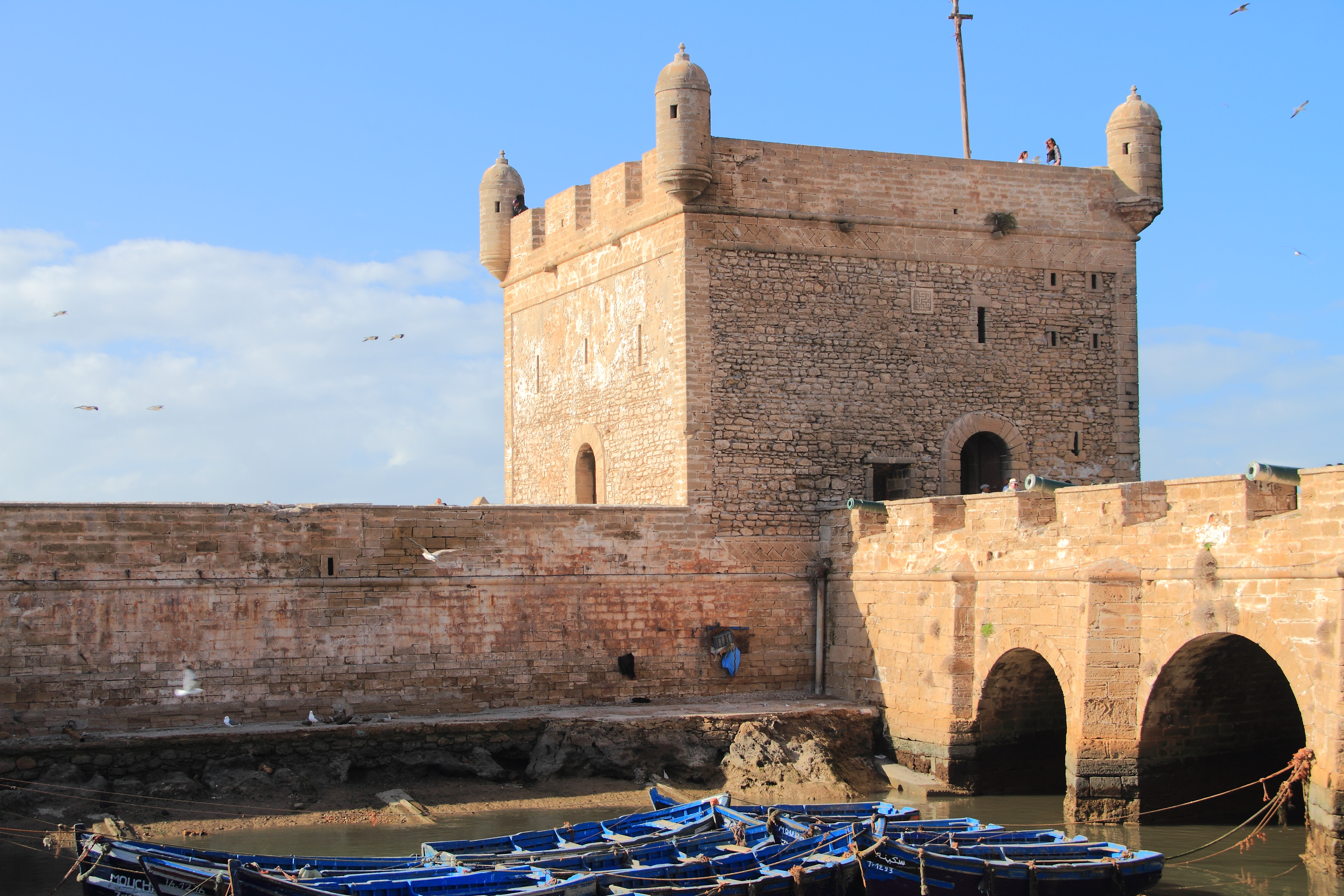
Drehort des Films war u. a. die Zitadelle von Essaouira

Othello nahm unter marokkanischer Flagge am Wettbewerb des Filmfestivals von Cannes teil, da Welles keinen Verleiher in den USA finden konnte. Bei Rotten Tomatoes hat der Film eine positive Rate von 90 %.

„Orson Welles' Verfilmung von Shakespeares Leidenschaftsdrama: Othello, stolzer Heerführer im Dienst der Republik Venedig, wird Opfer der Intrige Jagos und tötet aus Eifersucht seine über alles geliebte Desdemona. Der Film kam erstmals 1955 in die deutschen Kinos; die 1991 in England rekonstruierte, musikalisch bearbeitete Fassung ermöglicht die faszinierende Wiederbegegnung mit einem Klassiker: Welles verdichtet die Geschichte zu einem expressionistischen Licht- und Schattenspiel um den archaischen Kampf von Gut und Böse, wobei vor allem die atmosphärische Dichte und die barocke Fülle der Regieeinfälle fesseln.“

## Auszeichnung
- Internationale Filmfestspiele von Cannes 1952: Grand Prix (zusammen mit Für zwei Groschen Hoffnung).
- Fantasporto 1993 Nominiert: International Fantasy Film Award Bester Film

## Restaurierung 1992
Im Jahre 1992 wurde durch Beatrice Welles-Smith, Tochter von Orson Welles, eine Restaurierung des Films organisiert. Seit Mitte der 1990er Jahre ist nur noch diese Version auf DVD und Blu-ray erhältlich. Die Restaurierung wurde von Kritikern kritisiert. Jonathan Rosenbaum bemängelte, Orson Welles ursprüngliche Intention sei verzerrt worden und auch der Ton sei schlecht bearbeitet worden. Nur auf der US-BLU RAY – CRITERION COLLECTION – OTHELLO ist die europäische Originalversion als Bonusfilm erschienen. Eine europäische Blu-ray – Auswertung dieser Fassung, gibt es bisher noch nicht.

## Filming Othello
1978 produzierte Welles den Dokumentarfilm Filming Othello mit einer deutschen Produktionsfirma. Der 84-minütige Film beschreibt die Hintergründe der langen und komplizierten Dreharbeiten zu Othello. Der Film, der für das deutsche Fernsehen produziert worden war, wurde bei den Berliner Filmfestspielen 1978 gezeigt.
Neben Welles’ Monologen beinhaltet der Film auch Interviews mit den Darstellern Micheál Mac Liammóir und Hilton Edwards in Paris im Jahre 1974. Filming Othello sollte ein Auftakt für eine Reihe von Dokumentarfilmen über Spielfilme Welles’ sein, blieb jedoch der einzige aus dieser Reihe.
Filming Othello wurde 1979 zum ersten Mal in den USA gezeigt, wurde jedoch nicht beachtet und erhielt keine Rezension, bis 1987 Vincent Canby sich in der The New York Times zu dem Film äußerte und ihn sehr lobte.
Welles’ Tochter Beatrice Welles, die die Rechte an Othello und Filming Othello innehat, verhinderte das Zeigen des Dokumentarfilms und erlaubt auch nur das Zeigen einer Version Othellos.